# Buzy-Darmont
Pour les articles homonymes, voir Buzy (homonymie) et Darmont (homonymie).
Buzy-Darmont est une commune française située dans le département de la Meuse, en région Grand Est.

## Géographie
- 1Carte dynamique
- 2Carte OpenStreetMap
- 3Carte topographique
- 4Carte avec les communes environnantes

### Situation
Buzy se situe dans la vallée de l'Orne et ne ressemble en rien au petit village meusien isolé.
Il est vrai qu'il jouit de la D603 qui traverse le village et qui place ainsi la ville sur l'axe Metz-Verdun. Buzy peut également (même si cela est relatif, compte tenu de la distance -50 km-) se vanter de la proximité du Luxembourg et des emplois qu'il génère.
La commune se situe également sur le tracé de la ligne SNCF Metz-Verdun, la gare de voyageurs la plus proche se situant à Étain.

#### Communes limitrophes
| Gussainville | Gussainville        | Lanhères            |
| Gussainville | Buzy-Darmont        | Saint-Jean-lès-Buzy |
| Hennemont    | Saint-Jean-lès-Buzy | Saint-Jean-lès-Buzy |

### Hydrographie

#### Réseau hydrographique
La commune est dans le bassin versant du Rhin au sein du bassin Rhin-Meuse. Elle est drainée par l'Orne, le ruisseau du Moulin de Darmont, le ru de Butel, le ru Braquemis, le ruisseau de l'Etanche, le Faux Ru et le ruisseau de Baronsel,.
L'Orne, d'une longueur de 86 km, prend sa source dans la commune de Ornes et se jette  dans la Moselle à Richemont, après avoir traversé 25 communes.
Le ruisseau du Moulin de Darmont, d'une longueur de 14 km, prend sa source dans la commune de Gondrecourt-Aix et se jette  dans l'Orne sur la commune, après avoir traversé six communes.

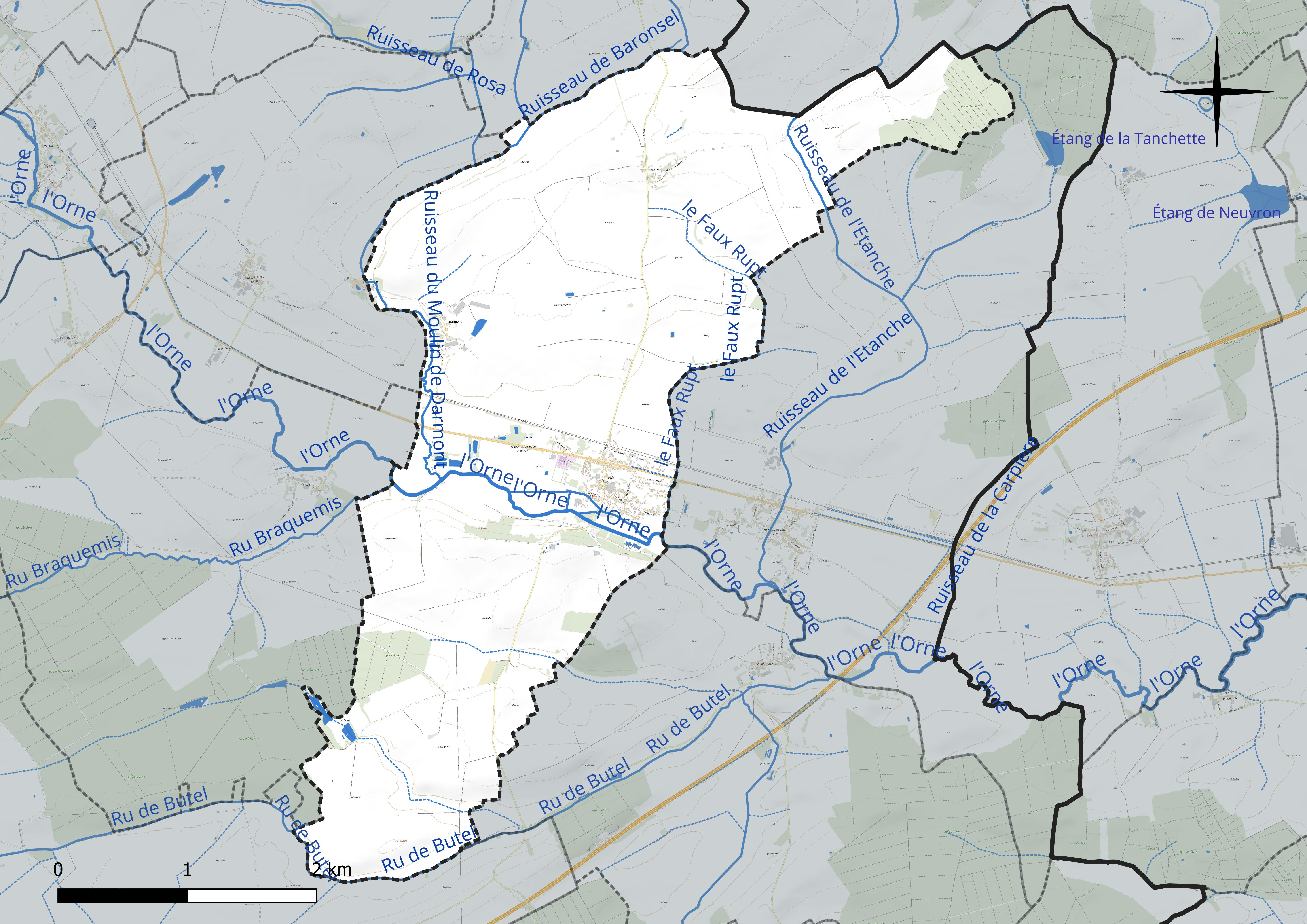
Réseau hydrographique de Buzy-Darmont.

Le ru de Butel, d'une longueur de 13 km, prend sa source dans la commune de Manheulles et se jette  dans l'Orne à Saint-Jean-lès-Buzy, après avoir traversé huit communes.
Le ru Braquemis, d'une longueur de 12 km, prend sa source dans la commune de Ronvaux et se jette  dans l'Orne sur la commune, après avoir traversé huit communes.

#### Gestion et qualité des eaux
Le territoire communal est couvert par le schéma d'aménagement et de gestion des eaux (SAGE) « Bassin ferrifère ». Ce document de planification concerne le périmètre des anciennes galeries des mines de fer, des aquifères et des bassins versants hydrographiques associés qui s’étend sur 2 418 km2. Les bassins versants concernés sont celui de la Chiers en amont de la confluence avec l'Othain, et ses affluents (la Crusnes, la Pienne, l'Othain), celui de l'Orne et ses affluents et celui de la Fensch, le Veymerange, la Kiesel et les parties françaises du bassin versant de l'Alzette et de ses affluents (Kaylbach, ruisseau de Volmerange). Il a été approuvé le 27 mars 2015. La structure porteuse de l'élaboration et de la mise en œuvre est la région Grand Est.
La qualité des cours d’eau peut être consultée sur un site dédié géré par les agences de l’eau et l’Agence française pour la biodiversité.

### Climat
Pour des articles plus généraux, voir Climat du Grand Est et Climat de la Meuse.
En 2010, le climat de la commune est de type climat des marges montargnardes, selon une étude du Centre national de la recherche scientifique s'appuyant sur une série de données couvrant la période 1971-2000. En 2020, Météo-France publie une typologie des climats de la France métropolitaine dans laquelle la commune est dans une zone de transition entre le climat océanique altéré et le climat océanique altéré et est dans la région climatique  Lorraine, plateau de Langres, Morvan, caractérisée par un hiver rude (1,5 °C), des vents modérés et des brouillards fréquents en automne et hiver.
Pour la période 1971-2000, la température annuelle moyenne est de 9,7 °C, avec une amplitude thermique annuelle de 16,4 °C. Le cumul annuel moyen de précipitations est de 829 mm, avec 12,8 jours de précipitations en janvier et 9,2 jours en juillet. Pour la période 1991-2020, la température moyenne annuelle observée sur la station météorologique de Météo-France la plus proche, « Rouvres-en-woevre », sur la commune de Rouvres-en-Woëvre à 6 km à vol d'oiseau, est de 10,8 °C et le cumul annuel moyen de précipitations est de 668,3 mm. 
La température maximale relevée sur cette station est de 40,2 °C, atteinte le 24 juillet 2019 ; la température minimale est de −15,4 °C, atteinte le 7 février 2012,,.
Les paramètres climatiques de la commune ont été estimés pour le milieu du siècle (2041-2070) selon différents scénarios d'émission de gaz à effet de serre à partir des nouvelles projections climatiques de référence DRIAS-2020. Ils sont consultables sur un site dédié publié par Météo-France en novembre 2022.

## Urbanisme

### Typologie
Au 1er janvier 2024, Buzy-Darmont est catégorisée bourg rural, selon la nouvelle grille communale de densité à sept niveaux définie par l'Insee en 2022.
Elle est située hors unité urbaine. Par ailleurs la commune fait partie de l'aire d'attraction d'Étain, dont elle est une commune de la couronne,. Cette aire, qui regroupe 5 communes, est catégorisée dans les aires de moins de 50 000 habitants,.

### Occupation des sols
L'occupation des sols de la commune, telle qu'elle ressort de la base de données européenne d’occupation biophysique des sols Corine Land Cover (CLC), est marquée par l'importance des territoires agricoles (91,9 % en 2018), une proportion sensiblement équivalente à celle de 1990 (92,7 %). La répartition détaillée en 2018 est la suivante : 
terres arables (64,4 %), prairies (27,6 %), forêts (4,8 %), zones urbanisées (3,2 %). L'évolution de l’occupation des sols de la commune et de ses infrastructures peut être observée sur les différentes représentations cartographiques du territoire : la carte de Cassini (XVIIIe siècle), la carte d'état-major (1820-1866) et les cartes ou photos aériennes de l'IGN pour la période actuelle (1950 à aujourd'hui).

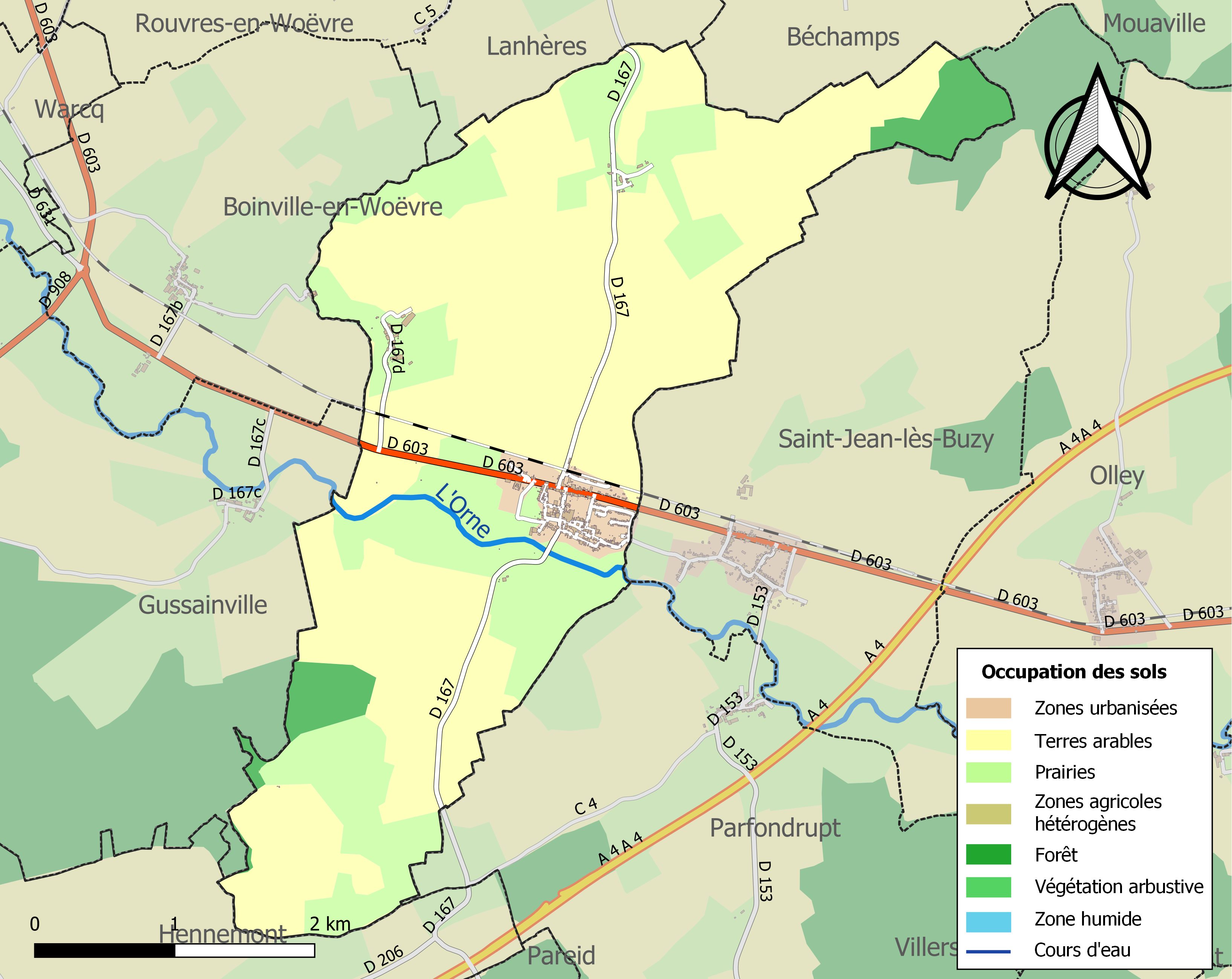
Carte des infrastructures et de l'occupation des sols de la commune en 2018 (CLC).

## Toponymie
Buzy est attesté sous les formes Busey (1163) ; Buzey (1322) ; Busay (1549) ; Buzi (1605) ; Res Busia (1621) ; Buzie (1700) ; Buzæum (1738) ; Buzy jusqu'en 1972.

Par arrêté préfectoral du 20 décembre 1972, la commune de Darmont est réunie à Buzy.
Darmont serait issu du gaulois derwo, « chêne » ou de l'agglutination du francique dar et du latin mons qui signifie : « la montagne sombre ».

## Histoire
Le 1er janvier 1973, Buzy devient Buzy-Darmont à la suite de sa fusion-association avec Darmont. Le 1er janvier 2011, la fusion de Buzy-Darmont avec Darmont est transformée en fusion simple.

## Politique et administration

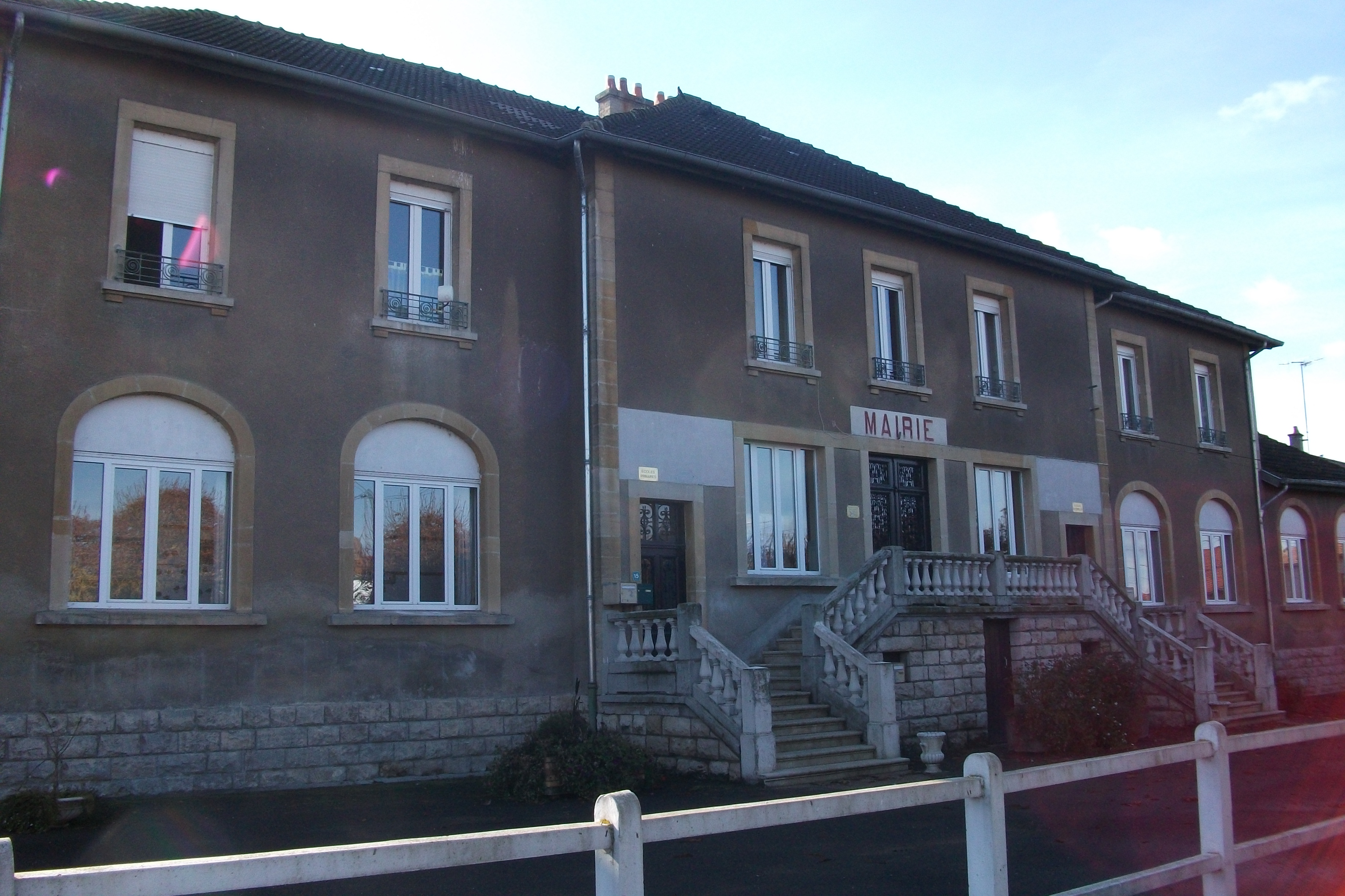
La mairie et la poste.

| Période                                  | Période   | Identité           | Étiquette | Qualité        |
| ---------------------------------------- | --------- | ------------------ | --------- | -------------- |
| Les données manquantes sont à compléter. |           |                    |           |                |
|                                          | mars 2001 | André Collignon    |           |                |
| mars 2001                                | mars 2014 | Jean-Marc Moriceau |           |                |
| mars 2014                                | mai 2020  | Marie-Odile Frizon |           |                |
| mai 2020                                 | En cours  | Fabrice Dupuis     |           | Secteur social |

## Population et société

### Démographie
L'évolution du nombre d'habitants est connue à travers les recensements de la population effectués dans la commune depuis 1793. Pour les communes de moins de 10 000 habitants, une enquête de recensement portant sur toute la population est réalisée tous les cinq ans, les populations de référence des années intermédiaires étant quant à elles estimées par interpolation ou extrapolation. Pour la commune, le premier recensement exhaustif entrant dans le cadre du nouveau dispositif a été réalisé en 2006.

En 2022, la commune comptait 524 habitants, en évolution de −7,09 % par rapport à 2016 (Meuse : −4,4 %, France hors Mayotte : +2,11 %).
| 1793 | 1800 | 1806 | 1821 | 1831 | 1836 | 1841 | 1846 | 1851 |
| ---- | ---- | ---- | ---- | ---- | ---- | ---- | ---- | ---- |
| 559  | 544  | 592  | 620  | 662  | 700  | 660  | 712  | 707  |

| 1856 | 1861 | 1866 | 1872 | 1876 | 1881 | 1886 | 1891 | 1896 |
| ---- | ---- | ---- | ---- | ---- | ---- | ---- | ---- | ---- |
| 709  | 707  | 703  | 719  | 687  | 662  | 671  | 644  | 609  |

| 1901 | 1906 | 1911 | 1921 | 1926 | 1931 | 1936 | 1946 | 1954 |
| ---- | ---- | ---- | ---- | ---- | ---- | ---- | ---- | ---- |
| 592  | 583  | 628  | 527  | 587  | 551  | 535  | 478  | 528  |

| 1962 | 1968 | 1975 | 1982 | 1990 | 1999 | 2006 | 2011 | 2016 |
| ---- | ---- | ---- | ---- | ---- | ---- | ---- | ---- | ---- |
| 465  | 433  | 419  | 495  | 548  | 558  | 568  | 567  | 564  |

| 2021 | 2022 | - | - | - | - | - | - | - |
| ---- | ---- | - | - | - | - | - | - | - |
| 532  | 524  | - | - | - | - | - | - | - |

## Économie
Outre une entreprise de menuiserie, Buzy compte quelques commerces, notamment une boulangerie et l'agence postale communale. Le dernier café avait fermé ses portes en 2004, avant d'être repris en 2006 sous forme d'un café-restaurant. Cependant, la proximité de villes comme Étain ou Jarny, évite d'isoler le petit village.

## Culture locale et patrimoine

### Lieux et monuments

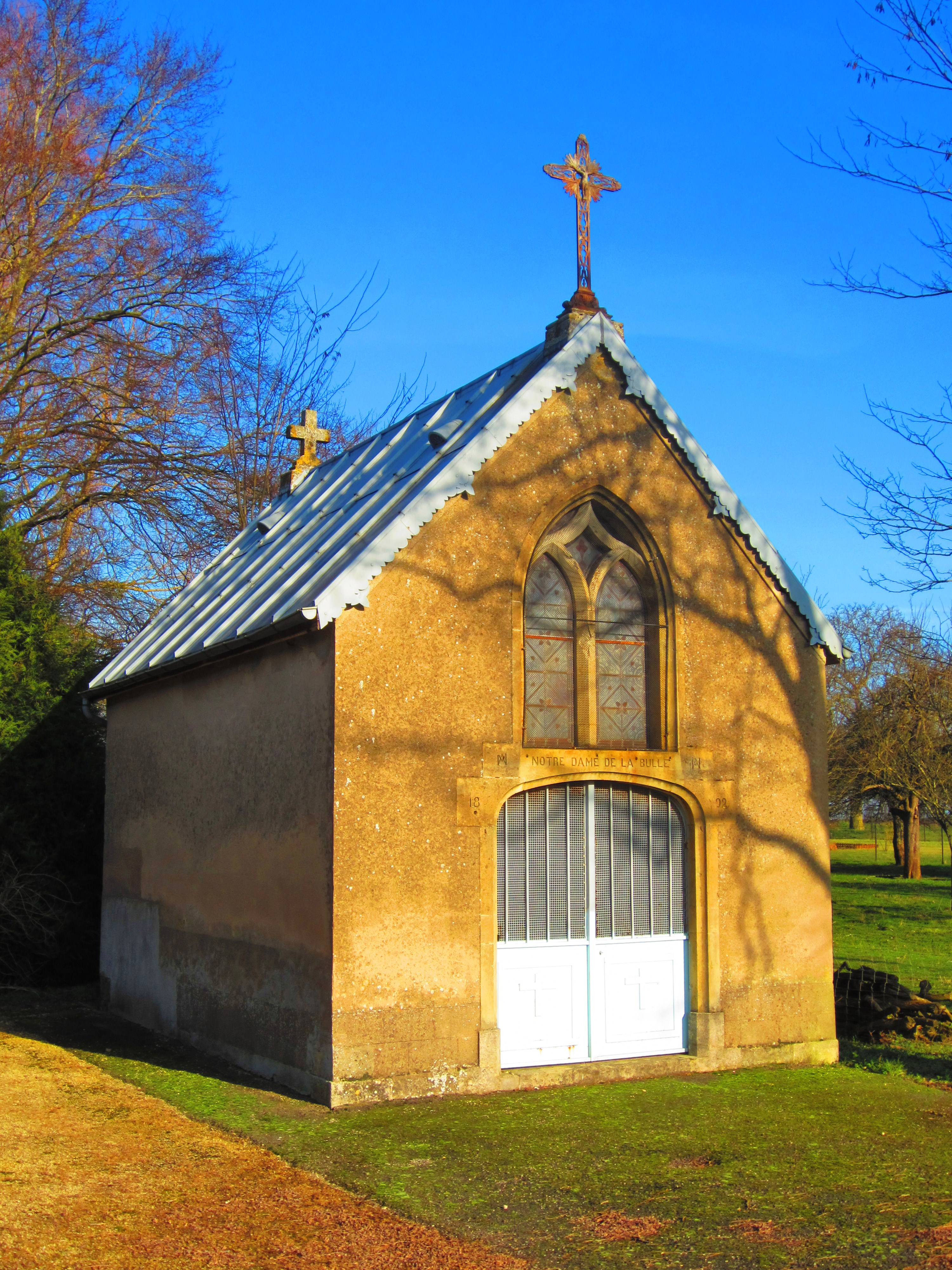
La chapelle Notre-Dame-de-la-Bulle.

#### Édifices civils
- La nécropole nationale de Buzy-Darmont.

#### Édifices religieux
- L'église Saint-Martin datant du XIIe siècle, objet d'une inscription au titre des monuments historiques depuis 1982[29].
- La chapelle Notre-Dame-de-la-Bulle datant du XVIe siècle, reconstruite en 1892.

### Personnalités liées à la commune
- Madeleine Dementin (1907-1993). Née à Buzy, Madeleine Dementin, plus connue sous le nom de « Miss MadGray » était une artiste de music-hall et la première artiste féminine en acrobaties à moto dans la moitié des années 1920 et 1930. Elle est décédée à Houssen (Haut-Rhin).

### Héraldique
| Blason | Blasonnement : Écartelé au 1 d'azur à une fleur de lys d'or, au 2 d'or à la bande de gueules chargée de trois alérions d'argent, au 3 d'or à la tour de sable ouverte et ajourée d'argent, au 4 d'azur à deux bars adossés d'or ; sur le tout un pont alaisé d'argent de trois arches. |